# (9625) 1993 HF
A (9625) 1993 HF a Naprendszer kisbolygóövében található aszteroida. Ueda Szeidzsi és Kaneda Hirosi fedezte fel 1993. április 16-án.